# Abaskun
Abaskun ou Abasgun, était un port qui a existé pendant le Moyen Âge sur la côté sud-ouest de la Mer Caspienne, non loin de Gorgan.
Dans sa Géographie, Ptolémée mentionne une rivière Sokanda en Hyrcanie, qui a dû donner son nom à la cité. La localisation exacte de Abaskun reste incertaine; le plus probable étant qu'elle soit située non loin de l'embouchure de la rivière du Gorgan. D'après les géographes arabes, Abaskun était à un ou trois jours de voyage de Gorgan. Ses coordonnées doivent être proche du village de Khaje-nafas ou de la cité de Gomīshān 37° 01′ N, 54° 00′ E
Abaskun était un lieu de commerce prospère d'où les riches marchands partaient pour Daylam, Derbent, et Itil dans les terres des Khazars sur la route marchande le long de la Volga. Les productions de la cité comprenaient du chagrin, des habits, du poisson, et des plumes d'oiseaux, qui étaient utilisées par souci de décoration. Au Xe siècle, Abaskun possédait une citadelle faite de briques cuites et une grande mosquée dans le quartier des marchands. 
La prospérité de la cité et sa localisation vulnérable firent d'elle une cible pour les expéditions varègues sur les bords de la mer Caspienne. Les varègues firent leurs premières attaques d'envergure entre 864 et 884, pillèrent la cité en 909 ou 910, et à nouveau en 913. 
En 1220, Ala ad-Din Muhammad, le dirigeant en exil des Khwârazm-Shahs, se cacha des Mongols sur une île non loin de Abaskun. 
Après cela, la cité n'est mentionnée dans aucun document. Au cours du XIVe siècle, le géographe perse Mostawfi écrivit qu'Abaskun était une île qui a été submergée par l'avancée de la mer Caspienne, à cause dans changements temporaires de l'Oxus, qui brièvement se déversa dans la mer Caspienne plutôt que dans la mer d'Aral.